# DriverMax
DriverMaxは、Innovation SolutionsのDan ArmanoとDaniel Statescuによって開発されたWindows用デバイスドライバ一括更新ソフトウェアである。従来は英語版のみの提供であったが、バージョン9から公式に日本語化された。

## 概要
DriverMaxは、これによりWindowsシステムのパフォーマンスの向上、安定だけでなく、デバイスドライバに起因する問題を解決させる事を目的としたソフトウェア。
Windowsの古くなった各デバイスドライバをメーカー毎に個別で手動アップデートを行うことなく、一括で最新のアップデートがあるかを確認し、自動でデバイスドライバアップデートを完了させることが出来る。
また、最新のデバイスドライバインストール時には復元ポイントの作成により、元に戻すことが出来る他、既存のドライバーを一括で取得しバックアップとして保存することが可能。

## 機能
- 一括最新ドライバーチェック
- 最新ドライバーの更新
- ドライバーバックアップの作成
- システム復元ポイントの作成
- アップデート以前の状態へのロールバック